# ثلاثية غرناطة

صورة لغلاف الطبعة المترجمة إلى الإنجليزية من رواية غرناطة والصادرة عن دار نشر جامعة سيراكوز بنيويورك

ثلاثية غرناطة هي ثلاثية روائية تتكون من ثلاث روايات للكاتبة المصرية رضوى عاشور وهي على التوالي: غرناطة، مريمة، الرحيل.
تدور الأحداث في مملكة غرناطة بعد سقوط جميع الممالك الإسلامية في الأندلس، وتبدأ أحداث الثلاثية في عام 1491 وهو العام الذي سقطت فيه غرناطة بإعلان المعاهدة التي تنازل بمقتضاها أبو عبد الله محمد الصغير آخر ملوك غرناطة عن ملكه لملكي قشتالة وأرغون وتنتهى بمخالفة آخر أبطالها الأحياء عليّ لقرار ترحيل المسلمين حينما يكتشف أن الموت في الرحيل عن الأندلس وليس في البقاء.
صدرت عدة طبعات للثلاثية كانت الطبعة الأولى عن دار الهلال في جزئين عامي 1994 و1995 والطبعة الثانية عن المؤسسة العربية للدراسات والنشر عام 1998 والطبعة الثالثة عن دار الشروق عام 2001 والطبعة الرابعة (طبعة خاصة بمكتبة الأسرة) عن دار الشروق عام 2004 والطبعة الخامسة عن دار الشروق عام 2005.
وفي عام 2003 قام ويليام غرانارا أستاذ اللغة العربية بجامعة هارفارد بترجمة رواية غرناطة إلى اللغة الإنجليزية وقامت بنشرها دار نشر جامعة سيراكوز بنيويورك.

## شخصيات أساسية في الثلاثية
- أبو جعفر

هو وراق (أي خطاط) يمتلك حانوتًا في حي الوراقين ويسكن في حي البيازين في مملكة غرناطة ويملك بيتًا آخر في منطقة تسمى عين الدمع وهو أب أنجب ولدًا وحيدًا وهو جد كل من حسن وسليمة الذي يأويهما ويرعاهما-بعد موت والدهم- في بيته في حي البيازين ويسكن معهم كل من أم جعفر وأم حسن ويعمل لديه في الحانوت كل من نعيم وسعد.
- أم جعفر

زوجة أبو جعفر وهي جدة كل من حسن وسليمة.
- نعيم

يعمل في حانوت أبو جعفر بحي الوراقين وقد نشأت بينه وبين سعد علاقة صداقة قوية بسبب اشتراكهما في العمل بالحانوت ومبيتهما في الحانوت كذلك، بعد موت أبو جعفر انتقل للعمل في حانوت إسكافي (صانع أحذية).
- أم حسن

زوجة الابن وهي بطبيعة الحال أم الطفلين حسن وسليمة.
- سعد

كان يعمل خادمًا لدى أحد الرجال قبل أن يقوم أبو منصور صاحب الحمام بطرد هذا الرجل من حمامه وسبه علناً أمام الناس بل ومحاولة ضربه فيما لم يحرك سعد ساكنًا ولم يحاول حتى اللحاق بسيده ثم بعد عدة أيام يذهب لأبو منصور الذي يوصيه بالذهاب إلى حي الوراقين حيث صديق له (أبو جعفر) سيوفر له عملا وتتوطد أواصر الصداقة بينه وبين نعيم بعد عمله في الحانوت، كما أنه يتزوج من سليمة حفيدة أبو جعفر، وبعد وفاة أبو جعفر ينتقل للعمل في حمام أبو منصور.
- حسن

حفيد أبو جعفر، يعمل خطاطًا مثل جده وقد تزوج من مريمة.
- مريمة

زوجة حسن وابنة لمنشد كان ينشد السير والبطولات.
- سليمة

حفيدة أبو جعفر وأخت حسن. تزوجت من سعد.
- هشام

هو ابن حسن ومريمة وتزوج من عائشة
- عائشة

هي بنت سليمة وسعد وقد تزوجت من هشام وأنجبت علـيًّا
- علي

أحد أبطال الرواية وهو ابن عائشة وهشام وحفيد مريمة وحسن

## قالوا عن الثلاثية[2]
- تجعل حقائق التاريخ تنتفض أمامنا حارة دافقة. (علي الراعي)
- اللغة في غرناطة هي الذاكرة. ومن هنا هذا الاحتفاء الكبير بجلال اللغة ورصانتها وإيقاعها وشاعريتها، ومن هنا هذا المعجم الواسع، ومتعدد المقاصد في السرد والوصف معًا. (لطيفة الزيات)
- غرناطة رواية المقموعين حيث يصبح مجرد البقاء على قيد الحياة بطولة في عالم عدواني يقمع تاريخاً كاملاً. (جابر عصفور)
- تدخل بكتابة المرأة إلى مجال الرواية التاريخية ثلاثية ضافية، بعد أن ظلت ثلاثية نجيب محفوظ عملاً فريداً في هذا المضمار لسنوات طويلة. (صبري حافظ)
- حين ينتهى المرء من قراءة غرناطة لابد أن تعتريه قشعريرة في الروح. (فريدة النقاش)

## غرناطة
غرناطة هي أولى روايات الثلاثية ونشرت في عام 1994. والرواية حائزة على جائزة أفضل كتب في مجال الرواية لعام 1994 من معرض القاهرة الدولي للكتاب.

## مريمة
مريمة هي الرواية الثانية ونشرت في طبعة واحدة مع رواية الرحيل عام 1995. وحصلت مع كل من غرناطة والرحيل على الجائزة الأولى للمعرض الأول لكتاب المرأة العربية، القاهرة نوفمبر 1995.

## الرحيل
الرحيل هي الرواية الثالثة والأخيرة في الثلاثية ونشرت في طبعة واحدة مع رواية مريمة عام 1995. وحصلت مع كل من غرناطة ومريمة على الجائزة الأولى للمعرض الأول لكتاب المرأة العربية، القاهرة نوفمبر 1995.

## اقتباسات من الرواية
- إن عقل الإنسان صندوق عجيب صغير ما دام محمولاً في الرأس، ويحتفظ رغم ذلك بما لا يحصى أو يعد.[3]
- غرناطة العرب صارت كالغانية ترقص وتتعهر إرضاءً لأسيادها لأنها خائفة.[3]
- يقررون عليه الرحيل. يسحبون الأرضَ من تحت قدميه. ولم تكن الأرضُ بساطاً اشتراه من السوق، فاصل في ثمنه ثم مد يده إلى جيبه ودفع المطلوب فيه، وعاد يحمله إلى داره وبسطه وتربع عليه في اغتباط. لم تكن بساطاً بل أرضاً، تراباً زرع فيه عمره وعروق الزيتون. فما الذي يتبقى من العمرِ بعد الاقتلاع؟ .. في المسا يغلقُ باب الدارِ عليه وعلى الحنين.. تأتيه غرناطة.. يقولُ يا غربتي! راحت غرناطة.. يسحبونها من تحت قدميه، ولم تكن بساطاً اشتراهُ من سوق بالنسية الكبير.[3]

## وصلات خارجية
طالع كتاب ثلاثية غرناطة على موقع جود ريدز